# Episodi di Aqua Teen Hunger Force (quarta stagione)
La quarta stagione della serie animata Aqua Teen Hunger Force, composta da 13 episodi, è stata trasmessa negli Stati Uniti, da Adult Swim, dal 4 dicembre 2005 al 22 dicembre 2006.
Molti episodi della stagione sono stati prodotti durante la fase finale di produzione del lungometraggio Aqua Teen Hunger Force Colon Movie Film for Theaters basato sulla serie. La quarta stagione è l'ultima ad essere stata prodotta in formato 4:3.
Nel novembre 2006, Schoolly D e Cartoon Network sono stati citati in giudizio per il tema musicale di Aqua Teen Hunger Force. Un batterista di nome Terence Yerves (che sotto il nome di Terry Yerves è stato accreditato in "batteria dal vivo nei titoli di coda della serie) ha affermato di aver scritto la colonna sonora insieme al rapper nel 1999, mentre lavorava al Meat Locker Studio. Yerves sapeva che la canzone sarebbe stata usata per una serie televisiva ma non approvava che venisse usata per Aqua Teen Hunger Force; tuttavia, Yerves non depositò il copyright alla Biblioteca del Congresso fino a maggio 2006, diversi anni dopo che la serie è iniziata nel 2001. Yerves ha chiesto di ricevere 150.000 dollari per ogni volta che la serie sarebbe stata trasmessa dopo la compilazione della causa, chidendo inoltre che tutte le copie esistenti dei DVD della serie venissero sequestrate e che Aqua Teen Hunger Force cessasse la trasmissione. Il caso è stato risolto privatamente nel maggio 2007.
In Italia la stagione è inedita.
| nº | Titolo originale    | Prima TV USA     |
| -- | ------------------- | ---------------- |
| 1  | Dirtfoot            | 4 dicembre 2005  |
| 2  | Boost Mobile        | 11 dicembre 2005 |
| 3  | Deleted Scenes      | 18 dicembre 2005 |
| 4  | Dickesode           | 22 ottobre 2006  |
| 5  | Handbanana          | 29 ottobre 2006  |
| 6  | Party All the Time  | 5 novembre 2006  |
| 7  | Global Grilling     | 12 novembre 2006 |
| 8  | Grim Reaper Gutters | 19 novembre 2006 |
| 9  | Moonajuana          | 26 novembre 2006 |
| 10 | Bart Oates          | 3 dicembre 2006  |
| 11 | Antenna             | 10 dicembre 2006 |
| 12 | Ezekial             | 17 dicembre 2006 |
| 13 | Carl Wash           | 22 dicembre 2006 |

## Dirtfoot
- Titolo originale: Dirtfoot
- Scritto da: Dave Willis e Matt Maiellaro

### Trama
Per attirare le donne, Frullo scava dentro un vecchio pozzo abbandonato, come ha visto fare in uno spettacolo televisivo che stava guardando. Dopo aver sentito da Frullo la presenza di una vecchia e abbandonata vasca idromassaggio, Fritto si incuriosisce e decide di controllare dentro il pozzo. In fondo trova una casa sotterranea, dove vive il leggendario Dirtfoot, che, fino a quel momento, si pensava fosse una semplice buffala. Dopo essere stato colpito svariate volte dal mostro, Frullo torna in superficie per parlare con Fritto e Polpetta. Più tardi, Dirtfoot esce dal pozzo e mentre cerca di prendere Frullo, i media, che erano a casa di Carl, credono che sia occupato in un rapporto omosessuale con Frullo. Una signora anziana si ferma poi a casa loro, dicendo che ha investito il loro cane ("con le sue spade"), che poi si rivelerà essere lo stesso Dirtfoot. Stracolmo di insicurezza e attenzione dei media, Frullo si decapita con una katana.
- Guest star: Billie Reaves (se stesso).
- Altri interpreti: Ken Osborn (uomo in televisione), Lala Cochran (donna in televisione), George Lowe (Bruno Sardine).

## Boost Mobile
- Titolo originale: Boost Mobile
- Scritto da: Dave Willis e Matt Maiellaro

### Trama
Fritto si arrabbia e chiede spiegazioni a Frullo e Polpetta per la bolletta elettrica da 2.600 dollari. Si scopre che Frullo ha speso una tariffa elevata caricando un telefono cellulare antropomorfo di grandi dimensioni con l'operatore Boost Mobile, in cambio di pubblicità per la compagnia. Dopo che Fritto cerca di liberarsene, Frullo rivela che Josh lo ha minacciato di castrarlo in caso perdesse il suo telefono.
- Guest star: Killer Mike (telefono Boost Mobile), Schoolly D (telefono Boost Mobile).
- Altri interpreti: Ned Hastings.

## Deleted Scenes
- Titolo originale: Deleted Scenes / Star Studded Xmas Spectacular / Star Studded Christmas Spectacular Starring Rhon Geremi
- Diretto da: Ned Hastings
- Scritto da: Dave Willis e Matt Maiellaro

### Trama
Frullo e Polpetta mostrano alcune scene del "Progetto senza nome di Frullo". Frullo afferma che il film non ha trama e che gli spettatori erano disgustati quando lo hanno visto al Mall Of America.
Le clip ruotano attorno alla macchina per esercizi Insane-O-Flex e alla sua scheda madre. In primo luogo, Carl mette in mostra i suoi "hypno-cerchi" che sono, come sottolinea Fritto, progettati per girare alla frequenza dell'onda cerebrale femminile, permettendo a Carl di violentare chiunque desideri. I Lunamiani lo rubano in modo tale da poter deridere i Plutoniani e lo Spettro, i quali sembrano lavorare insieme. Più tardi, i Lunamiani ipnotizzano Carl con i suoi stessi cerchi, dicendogli di abbassarsi i pantaloni, infilarsi una scopa nelle natiche e rubare la scheda madre. Carl infila la scopa in tutto il corpo fino al punto in cui si gonfia in cima alla testa. Si presenta a casa degli Aqua Teen, con l'intento di usare l'Insane-O-Flex. Fritto fa fatica a inserire la scheda madre nell'Insane-O-Flex, infatti non si adatta poiché formato completamente diverso. Carl finge di aiutarlo, tuttavia ruba la scheda madre.
Carl porta la scheda madre ai Lunamiani, ai Plutoniani e allo Spettro, che stanno cooperando insieme. Più tardi, Polpetta mostra il suo video "Meat Safari Disco Disco Party Explosion", nel quale Frullo esplode durante i titoli di coda.
Carl disturba Frullo mentre sta mostrando il suo film, con la scopa ancora nelle natiche. Frullo mostra il resto del suo film: Gli Aqua Teen vanno a casa di Carl dove trovano i Lunamiani, i Plutoniani e lo Spettro. Carl dice a Fritto che hanno usato gli "hypno-cerchi" per costringerlo a violentarsi con la scopa, quindi Fritto usa i cerchi su di loro e li costringe a dargli la scheda madre. Carl e gli Aqua Teen vanno poi a casa di questi ultimi, dove Carl riesce a riprendersi. Dopo aver perso la memoria per circa due giorni, Carl si fa estrarre rapidamente la scopa da Polpetta. Dopo la fine del film, Carl, confuso sul perché la scopa sia ancora nelle sue natiche nonostante l'abbia tolta Polpetta, se ne va e ritorna con un fucile e senza la scopa. Polpetta mostra il resto del suo film mentre Carl uccide Frullo.

## Dickesode
- Titolo originale: Dickesode
- Diretto da: Jay Wade Edwards
- Scritto da: Dave Willis e Matt Maiellaro

### Trama
Carl e gli Aqua Teen partecipano alla promozione di un ristorante chiamato "Rip-n-Win", che consiste nel strappare il fondo delle tazze da bere della fontana in cambio di un premio. Mentre Frullo e Polpetta ottengono entrambi un coupon per i Wasabi Fries, il premio di Carl afferma che il suo pene verrà strappato via dal suo corpo. Gli Aqua Teen cercano di proteggere Carl con ogni mezzo necessario, solo per scoprire che Mr. Wongburger ha orchestrato l'intero piano, dopo aver raccolto montagne di peni per costruire una nave missilistica solo per tornare sul suo pianeta natale.
- Guest star: Tommy Blacha (Mr. Wongburger), Brendon Small (Rice Henchmen), Andy Merrill (Rice Henchmen).
- Ascolti USA: telespettatori 625.000 – rating/share 18-49 anni[3].
- Note: Questo è il primo episodio ad essere classificato TV-MA.

## Handbanana
- Handbanana conosce Carl e gli Aqua TeenTitolo originale: Handbanana

Handbanana conosce Carl e gli Aqua Teen

- Scritto da: Dave Willis e Matt Maiellaro

### Trama
Fritto, con l'aiuto della piscina di Carl, decide di creare geneticamente un cane per Polpetta usando il software Make Your Own Dog 1.0. Tuttavia, dopo che Frullo tocca accidentalmente l'acqua della piscina, il cane assume la forma della mano di Frullo e Polpetta lo chiama Handbanana. All'insaputa degli Aqua Teen, Handbanana può parlare e l'unico che lo può sentire è Carl. Il cane si rivela essere pervertito e interessato a stuprare Carl.
- Ascolti USA: telespettatori 633.000 – rating/share 18-49 anni[3].

## Party All the Time
- Titolo originale: Party All the Time
- Scritto da: Dave Willis e Matt Maiellaro

### Trama
Fritto ha una protuberanza sul viso e, dopo che Frullo e Polpetta preoccupati lo convincono a consultare un medico, apprende dal medico che ha un cancro. Col passare del tempo, Fritto appare più malato e depresso ogni giorno che passa. Gli Aqua Teen e Carl diventano molto preoccupati per lui, quindi fanno tutto il possibile per tirarlo su di morale.
- Guest star: Eugene Mirman (Dott. Eugene Mirman), Andrew W.K. (se stesso).

## Global Grilling
- Titolo originale: Global Grilling
- Scritto da: Dave Willis e Matt Maiellaro

### Trama
Polpetta e Frullo provano a creare un "Mucus Man" dallo sputo di quest'ultimo. Il duo è frustrato per la loro mancanza di progressi, con Frullo che afferma di essere andato fuori di testa per la mancanza di muco. Dopo un fallito tentativo di ammalarsi e Fritto che non riesce ad aiutarlo con metodi economicamente efficienti,  Frullo acquista il The Char-Nobyl 6000, una griglia per barbecue estremamente potente importata illegalmente con un nucleo del reattore composto da scorie radioattive per accelerare la costruzione di Mucus Man. Tuttavia, dopo averlo acceso, il nucleo si attiva e la griglia non può più essere spenta in modo sicuro. Provocando un riscaldamento globale, gli Aqua Teen devono capire come fermare la griglia prima che il mondo venga letteralmente grigliato fino alla fine dello stesso.
- Guest star: Roberto Lange (Mucus Man)

## Grim Reaper Gutters
- Titolo originale: Grim Reaper Gutters
- Scritto da: Dave Willis e Matt Maiellaro

### Trama
L'episodio è incentrato sulle vicende passate degli Aqua Teen. Nei loro racconti parlano del modo in cui Hugh Hefner ha invitato Frullo alla villa di Playboy, preoccupato per il fatto che ci fossero troppi ragazzi. Fritto ricorda ai due quante volte ha salvato la vita, accompagnato da un montaggio di clip per lo più fatto da lui di episodi passati accompagnati dalla canzone di Andrew W.K. dell'episodio Party All the Time. Frullo cerca di contrastarlo parlando di come una volta abbia preso il computer di Fritto per lui, non menzionando come sia scappato in Messico quando sono arrivati i soldi nel conto corrente. Polpetta parla dei suoi primi peli pubici, che trovò nel suo cibo in un ristorante, collezionandoli da allora. Poco dopo mostra una maglietta a Fritto, il quale suggerisce che Carl potrebbe volerla di più. Durante una telefonata, Fritto persuade Carl quando scopre che la star pornografica Tera Patrick è inspiegabilmente a casa sua. Ciò che non menzionano è l'ombra cupa di un mietitore simile alla figura davanti alla loro porta che tiene una fila di grondaie. Mentre Carl si avvicina alla casa, il mietitore si identifica come Dan e cerca di vendergli un piano di grondaie, ribadendo tramite lo slogan della compagnia che non se ne andrà via senza una vendita. Dopo l'insistente rifiuto di Carl, Dan lo uccide in un solo tocco. Fritto si trova costretto a comprare qualcosa e non sa cosa fare. Dopo che Polpetta ha frainteso una battuta di Frullo riguardo Tera Patrick, estrae una pistola e si suicida.
- Guest star: Tera Patrick (se stessa).
- Altri interpreti: Ned Hastings (Dan).

## Moonajuana
- Titolo originale: Moonajuana
- Scritto da: Dave Willis e Matt Maiellaro

### Trama
I Lunamiani bullizzano Frullo e Polpetta, facendoli spaventare attraverso degli scherzi. Fritto non viene attirato dagli scherzi e in seguito, i Lunamiani gli spiegano finalmente il motivo per cui lo stavano facendo.

## Bart Oates
- Titolo originale: Moonajuana
- Scritto da: Dave Willis e Matt Maiellaro

### Trama
Carl riceve una visita dalla sua stella del football americano preferita: Bart Oates.
- Guest star: Bart Oates (se stesso).
- Altri interpreti: Jay Wade Edwards (membro dei Chicago), William Snyder (membro dei Chicago).

## Antenna
- Titolo originale: Antenna
- Scritto da: Dave Willis e Matt Maiellaro

### Trama
Dopo che due alieni impiantano una grande antenna alla casa di Carl, Carl e gli Aqua Teen sono attratti dal guardare la loro programmazione televisiva.
- Guest star: Mike Judge (alieno), Will Forte (alieno).
- Altri interpreti: George Lowe (se stesso).

## Ezekial
- Titolo originale: Ezekial
- Diretto da: Jay Wade Edwards e Ned Hastings
- Scritto da: Dave Willis e Matt Maiellaro

### Trama
Un piccolo frullato assomigliante a Frullo si presenta a casa degli Aqua Teen. Il piccolo chiama Frullo "papà", tuttavia Shake lo evita e lo rimprovera per evitare di prendersi cura di lui. Prima che il piccolo frappé potesse fuggire a Reno, Fritto gli permette di rimanere fino a quando non sarà abbastanza grande da vivere in modo indipendente, con Polpetta che lo chiama Ezekial. Gli Aqua Teen compiono diverse attività sociali per legarsi con Ezekial,, tuttavia Frullo lo opprime, con grande disapprovazione degli altri.
- Guest star: Patton Oswalt (Ezekial).

## Carl Wash
- Titolo originale: Carl Wash
- Scritto da: Dave Willis e Matt Maiellaro

### Trama
Due cervelli fluttuanti (chiamati entrambi Carl) assumono Polpetta per pubblicizzare il loro fatiscente autolavaggio. Polpetta non è in grado di attirare i clienti, quindi con l'aiuto di Frullo, convincono Carl a portare la sua auto. I cervelli distruggono la sua macchina, lo gasano e gli tolgono il cervello.
- Guest star: Jim Fortier (Carl Jr.).